# Товарен кораб
Товарен кораб или товарен плавателен съд, съгласно определението на Конвенцията СОЛАС, (от английски: SOLAS, International Convention for the Safety of Life at Sea – Международна конвенция по опазване на човешкия живот в морето), е плавателен съд или кораб, който не е пътнически (за превозване на хора) такъв.
Практиката за употреба на Конвенцията СОЛАС показва, че изискванията ѝ не се използват към риболовните съдове само в този случай, в който те не се използват за нищо друго, освен с добива на морски биоресурси. Ако такъв съд е оборудван, например, с хладилен трюм, т.е. е в състояние да превозва, да кажем, замразени пилетa, то такъв съд следва да се разглежда като товарен.

## Типове товарни кораби

### Сухогрузи
Сухогруз – общо име на съдове предназначени за превозване на твърди или насипни, или опаковани единично, в т.ч. контейнери и течности в опаковка товари. Включват в себе си универсални съдове за общи товари, оборудвани с товаро-разтоварни средства, съдове за превоз на масови товари, бълкери с дедуейт по-малко от 12 000 тона, някои други съдове, например, агломератовози.

### Бълкери
Бълкер (също насипник) – съд за превоз на насипни товари в трюм (т.е. без опаковка). Бълкерите се използват за превоз на руда, въглища, цимент и т.н. Освен универсални бълкери има и специализирани, оборудвани за превоз на определен вид товари, например рудовози, циментовози и т.н. Има съдове, които могат да превозват и насипни и течни товари (т.е. явяват се едновременно и бълкер, и танкер), например нефторудовози.

### Контейнеровози
Контейнеровоз – съд за превозване на товари в стандартизирани контейнери.

### Ролкери
Ролкер (също и: ро-ро тип плавателен съд) – съд с хоризонтален способ за товарене и разтоварване. Ролкерите най-често се използват за превоз на (товарни) автомобили и друга колесна техника. Основното преимущество на ролкера е бързото разтоварване и товарене на съда. За това не са необходими кранове: товарните автомобили с товара просто се качват/слизат от товарните палуби на съда по рампа.

### Лихтеровози
Лихтеровоз – съд, превозващ специални баржи – лихтери. Лихтеровози често се използват там, където големите съдове не могат да достигнат пристана или кея, заради недостатъчна дълбочина или по друга причина. Лихтерите се товарят на пристана, транспортират се с буксир до лихтеровоза и се вдигат на неговия борд. Разтоварването става по обратен ред.
В Русия съществува единствения в света атомен лихтеровоз „Севморпът“ обслужващ селищата в Северния ледовит океан. Този лихтеровоз влиза в състава на ФГУП Атомфлот на държавната компания Росатом.

### Танкери
Танкер – съд за превоз на течни товари.

### Хладилни кораби
Хладилен кораб – съд, трюмовете на който са оборудвани с охладителни установки. Хладилен съдове се използват за превози на бързоразвалящи се хранителни продукти. Заради това моряците ги наричат и „банановози“.

## Класификация по размери
Съществува световна класификация на товарните съдове според размерите им.
Тя се основава на възможностите на пристанищата и терминалите им да поемат съдове с различни размери и на пропускателните възможности на най-важните канали (Суецкия и Панамския). Съществува няколко трактовки на тези класове: скала на „Лойдс“, скала AFRA, скала на свободния пазар.

| Име и разшифровка                                                                                | Алтернативно име                                                   | Характеристики на скалите (дедуейт в тонове) | Характеристики на скалите (дедуейт в тонове) | Характеристики на скалите (дедуейт в тонове) | Описание | Пример       |
| Име и разшифровка                                                                                | Алтернативно име                                                   | „Лойдс“                                      | AFRA                                         | свободен пазар                               | Описание | Пример       |
| ------------------------------------------------------------------------------------------------ | ------------------------------------------------------------------ | -------------------------------------------- | -------------------------------------------- | -------------------------------------------- | --- | ------------ |
| ULCC: Ultra Large Crude Carriers (Ултра Големи Превозвачи на Нефт)                               | ULCC: Ultra Large Crude Carriers (Ултра Големи Превозвачи на Нефт) | 300 000 – 550 000                            | 320 000 – 550 000                            | 320 000 – 550 000                            | Нефтоналивни танкери с много големи рамери, превозващи суров нефт на големи разстояния. Маршрутите на превоза започват от Персийския залив и доставят нефт в Европа, Америка, Юго-източна Азия. Заради това, че най-големите съдове не могат да преминат през Суецкия канал, те, като правило заобикалят Африка, преминавайки покрай Нос Добра Надежда. Отново заради огромните им размери те не могат да се разтоварят в обикновените пристанища, зараби което това се извършва на специално построени за това терминали | Knock Nevis  |
| VLCC: Very Large Crude Carriers (Много Големи Превозвачи на Нефт)                                | VLCC: Very Large Crude Carriers (Много Големи Превозвачи на Нефт)  | 200 000 – 300 000                            | 160 000 – 320 000                            | 200 000 – 320 000                            | Следват маршрут, аналогичен на маршрутите на по-големите танкери, но заради по-малките си размери имат възможност да избират повече простанища. Това позволява на съдовете VLCC да изпъляват маршрути към пристанищата на Средиземно море, Западна Африка и да достигат северните Морски Терминали. Освен това те могат да преминават обратно (с баласт) през Суецкия канал. | Ексон Валдез |
| Suezmax                                                                                          | AFRA: LR2 (Large Range 2)                                          | 180 000 – 200 000                            | 80 000 – 160 000                             | 120 000 – 200 000                            | По данни към 2012 г. Суецкия канал е проходим за съдове с дедуейт до 200 000 тона, по-големи съдове го преминават с баласт. Съществуват планове за разширение на канала за пропускане на съдове с по-голяма товароподемност. |              |
| Афрамакс Lloyd: Capemax                                                                          | AFRA: LR2 (Large Range 2)                                          | 100 000 – 180 000                            | 80 000 – 160 000                             | 80 000 – 120 000                             | По състояние към 2012 г. Суецкия канал преминават съдове с дедуейт до 200 000 тона, по-големи съдове могат да преминат само с баласт. Има планове за разширение на канала за пропускане на съдове с по-голяма товароподемност. Исторически названието възниква, когато такива съдове не могли да преодолеят канала и обръщали, за да заобиколят Африканския континент. |              |
| Panamax                                                                                          | AFRA: LR1 (Large Range 1); Lloyd: Афрамакс                         | До 80 000                                    | 45 000 – 80 000                              | 60 000 – 80 000                              | Съдове, които не могат да преодолеят Панамския канал |              |
| Product tanker                                                                                   | AFRA: Medium range tanker                                          | XXXXXXX                                      | 25 000 – 45 000                              | 60 000 – 80 000                              | |              |
| Product tanker                                                                                   | AFRA: General Purpose tanker                                       | XXXXXXX                                      | 10 000 – 25 000                              | 60 000 – 80 000                              | |              |
| Отделен клас за Lloyd са танкерите Malaccamax, които преминават през Малакския пролив в Малайзия |                                                                    |                                              |                                              |                                              | |              |

| Име               | Характеристика (дедуейт в тона) | Описание |
| ----------------- | ------------------------------- | --- |
| Бълкери Handymax  | над 50 000                      | По сравнение с големите танкери тези сухогрузи са малки, те могат да влязат в морските пристанища по целия свят |
| Бълкери Handysize | 10 000 – 50 000                 | Междинна категория между Handymax и Минибълкери                                                                 |
| Минибълкери       | До 10 000                       | Неголеми морски сухогрузи за къси и каботажни рейсове                                                           |